# Salawa Abeni
Salawa Abeni (nacida el 5 de mayo de 1961) es una cantante popular. Ella comenzó su carrera profesional en 1975, y fichó en su álbum de estreno, Late General Murtala Ramat Mohammed, en 1976, en Leader Records. Fue la primera grabación de un artista femenino en vender más de un millón de copias en Níger
Abeni continuó en Leader Records hasta 1986, cuando ella terminó una relación con el propietario, Lateef Adepoju. Se casó con Kollington Ayinla y fichó con el hasta 1994.
Fue coronada como la Reina de la Música Waka por Alaaffin of Oyo, Oba Lamidi Adeyemi, en 1992. El waka es un estilo de la música de yoruba tradicional, un mucho más antiguo que otros géneros nigerianos como el jùjú o el fuji.